# Ratownictwo wodne

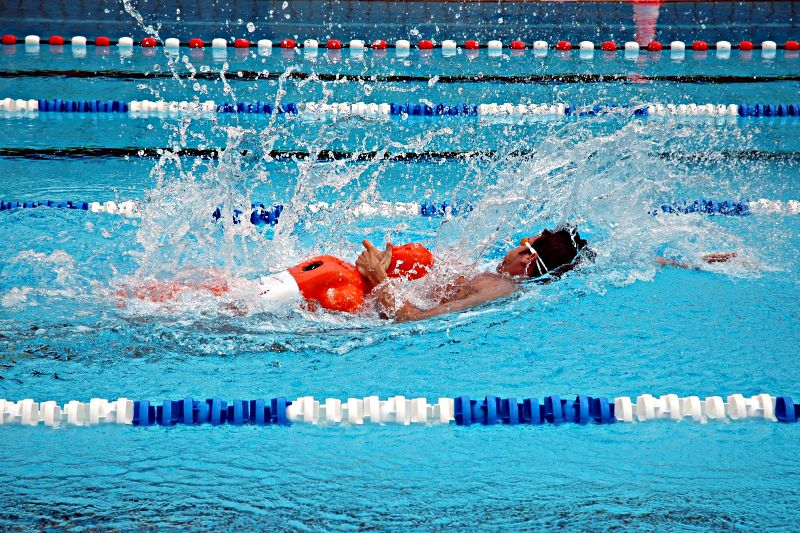
Konkurencja holowanie manekina

Ratownictwo wodne – rodzaj działań poszukiwawczo-ratowniczych, uprawnianych przez ratowników wodnych w warunkach pływalni, innych kąpielisk, a także innych wód powierzchniowych lub morskich wód przybrzeżnych, wymagający zwinności, zdolności do pracy zespołowej oraz umiejętności w zakresie ratowania życia, reanimacji i udzielania kwalifikowanej pierwszej pomocy. Zarazem stanowi także element dyscypliny sportowej zwanej ratownictwem sportowym, która jednak obejmuje zarówno ratowanie na wodzie, jak i inne działy ratownictwa.